# تیامنیدین
تیامنیدین (انگلیسی: Tiamenidine) یک ترکیب ایمیدازولین است که بسیاری از خواص دارویی کلونیدین را در بر دارد. این دارو یک آگونیست گیرنده آدرنرژیک α۲ با اثر مرکزی است (IC50 = ۹٫۱ نانومولار). همچنین به میزان بسیار کمتری به عنوان آگونیست گیرنده α۱-آدرنرژیک عمل می‌کند (IC50 = ۴٫۸۵ میکرومولار). تیامنیدین در داوطلبان پرفشاری خون، مانند کلونیدین، به طور چشمگیری زمان بهبودی گره سینوسی را افزایش داد و برون‌ده قلبی را کاهش داد. این دارو (به عنوان هیدروکلراید تیامنیدین) توسط سانوفی با نام تجاری Sundralen برای مدیریت فشار خون ضروری به بازار عرضه شد.

## سنتز

سنتز تیامنیدین: